# 伊予寒川站
伊予寒川站（日语：／ Iyosangawa eki */?）是位在日本愛媛縣四國中央市寒川町、隸屬於四國旅客鐵道（JR四國）的鐵路車站。車站編號為Y24。現時為無人站。
2010年上演的電影《書法女孩 舞動甲子園》中，多個場景均在本站內拍攝。而這車站名稱亦曾經在台灣的電視廣告出現，但是場景不在四國，而是在台灣的台鐵平溪線。

## 車站結構
本站設有木建單層站舍一座。早幾年經過翻新，由於再沒有站員駐守，因此原站務室現時改為儲物房。候車大堂相比之下較細。現時並未設有自動售票機。2009年JR四國為多個無人站進行翻新及重新塗漆，本站亦是其中一個。

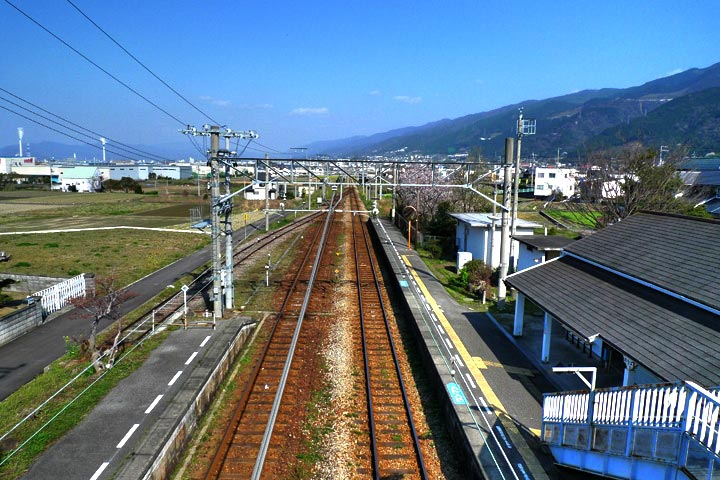
從行人天橋上攝整個月台，可以見到最左手邊的路軌（原3號月台）在月台邊已遭截斷。

本站設有側式月台及島式月台各1個，本來設有2面3線的配置，但最遠離站舍的3號月台現時已經棄用，路軌亦被截斷。因此現時使用中的只有2線2面。其中近站舍的為1號月台，屬於主軌道，島式月台為2號月台，屬避車軌道。兩邊月台以行人天橋連接。除非遇上避車，否則一般上落都是以1號月台為主。有效長度為6輛，但由於兩邊月台並不完全對稱，1號月台可以容納較長編成的列車，因此在往伊予三島站方向的月台上亦豎了8輛列車停車位置桿。
由於車站前後均有一段頗長的直線軌道，因此特急列車往往都以高速通過本站。。

### 月台配置
| 月台 | 路線    | 方向 | 目的地                     |
| ---- | ------- | ---- | -------------------------- |
| 1、2 | ■予讚線 | 下行 | 新居濱、伊予西條、松山方向 |
| 1、2 | ■予讚線 | 上行 | 伊予三島、多度津、高松方向 |

## 歷史
- 1933年4月1日：開業。
- 1987年4月1日：日本國鐵分割民營化，車站經營權由JR四國繼承。

## 車站周邊
- 寒川豐岡海濱公園
- 國道11號
- 瀨戶內巴士寒川車站前停留所

## 相鄰車站
四國旅客鐵道
■予讚線
■快速「Sunport」、■普通
伊予三島（Y23）－伊予寒川（Y24）－赤星（Y25）